# Camino de Santiago de los Ingleses
Este camino histórico, también conocido como Camino de Santiago Inglés, debe su nombre a que los peregrinos procedentes de las islas británicas y otros puertos de Europa septentrional atracaban en los puertos de La Coruña y Ferrol para emprender el camino rumbo al sur hacia la capital compostelana.
Como todas las rutas que recorren Galicia la señalización y la dotación en infraestructuras destinadas a los peregrinos es completa.

## Trazado de la ruta

### Ruta desde Ferrol
| Población              | Provincia | A Santiago (km) |
| ---------------------- | --------- | --------------- |
| Ferrol                 | La Coruña | 110             |
| Narón                  | La Coruña | 102             |
| Neda                   | La Coruña | 96              |
| Fene                   | La Coruña | 93              |
| Cabañas                | La Coruña | 85              |
| Puentedeume            | La Coruña | 82              |
| Miño                   | La Coruña | 71              |
| Viñas (Paderne)        | La Coruña | 66              |
| Betanzos               | La Coruña | 59              |
| Abegondo               | La Coruña | 48              |
| Bruma (Mesía)          | La Coruña | 37              |
| Órdenes                | La Coruña | 26              |
| Sigüeiro (Oroso)       | La Coruña | 14              |
| Santiago de Compostela | La Coruña | 0               |

### Ruta desde La Coruña
| Población            | Provincia | A Santiago (km) |
| -------------------- | --------- | --------------- |
| La Coruña            | La Coruña | 101             |
| El Burgo (Culleredo) | La Coruña | 92              |
| Cambre               | La Coruña | 88              |
| Carral               | La Coruña | 79              |
| Bruma (Mesía)        | La Coruña | 68              |

### Galería de imágenes

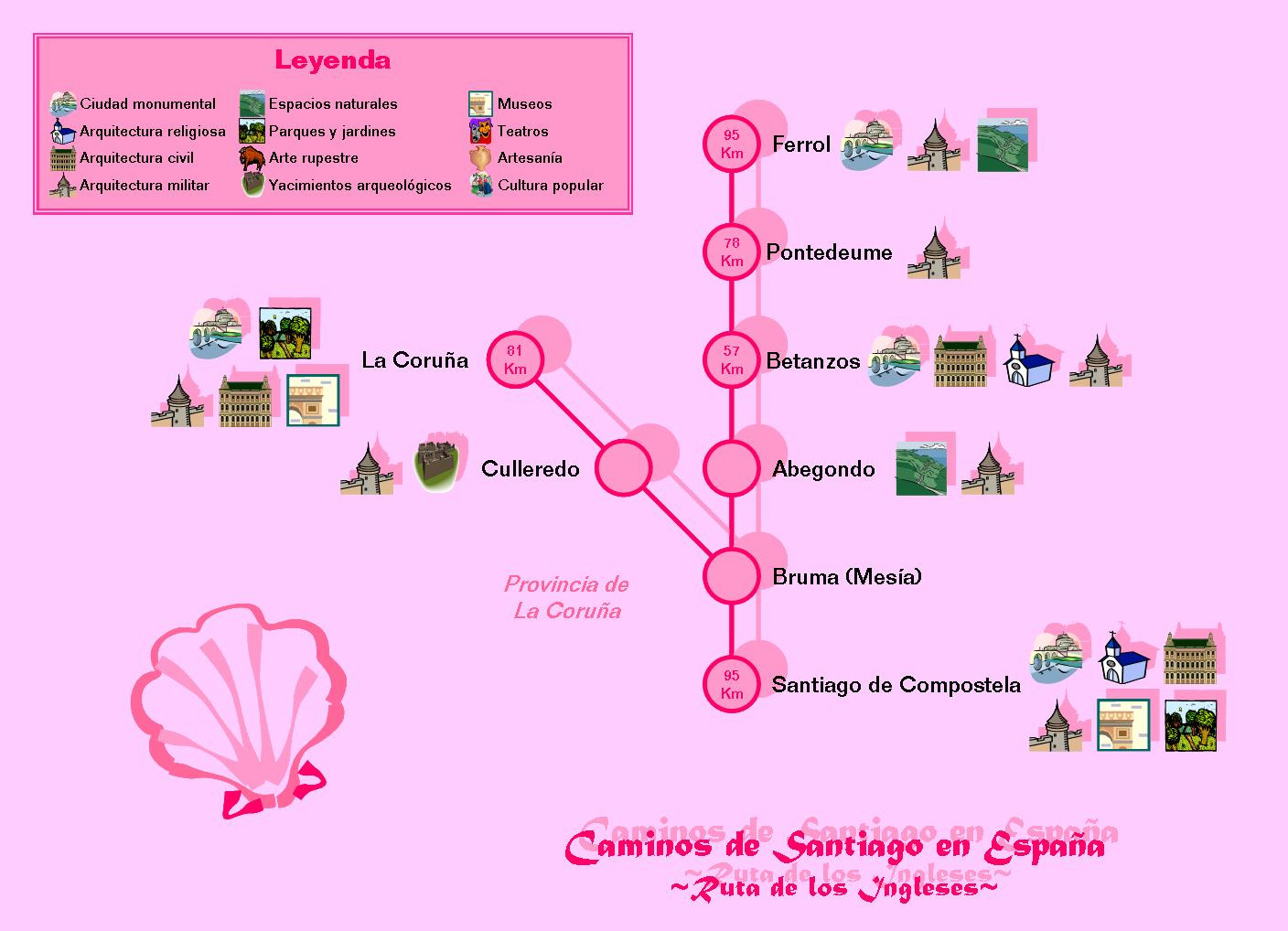
Croquis del Camino de Santiago de los Ingleses en España
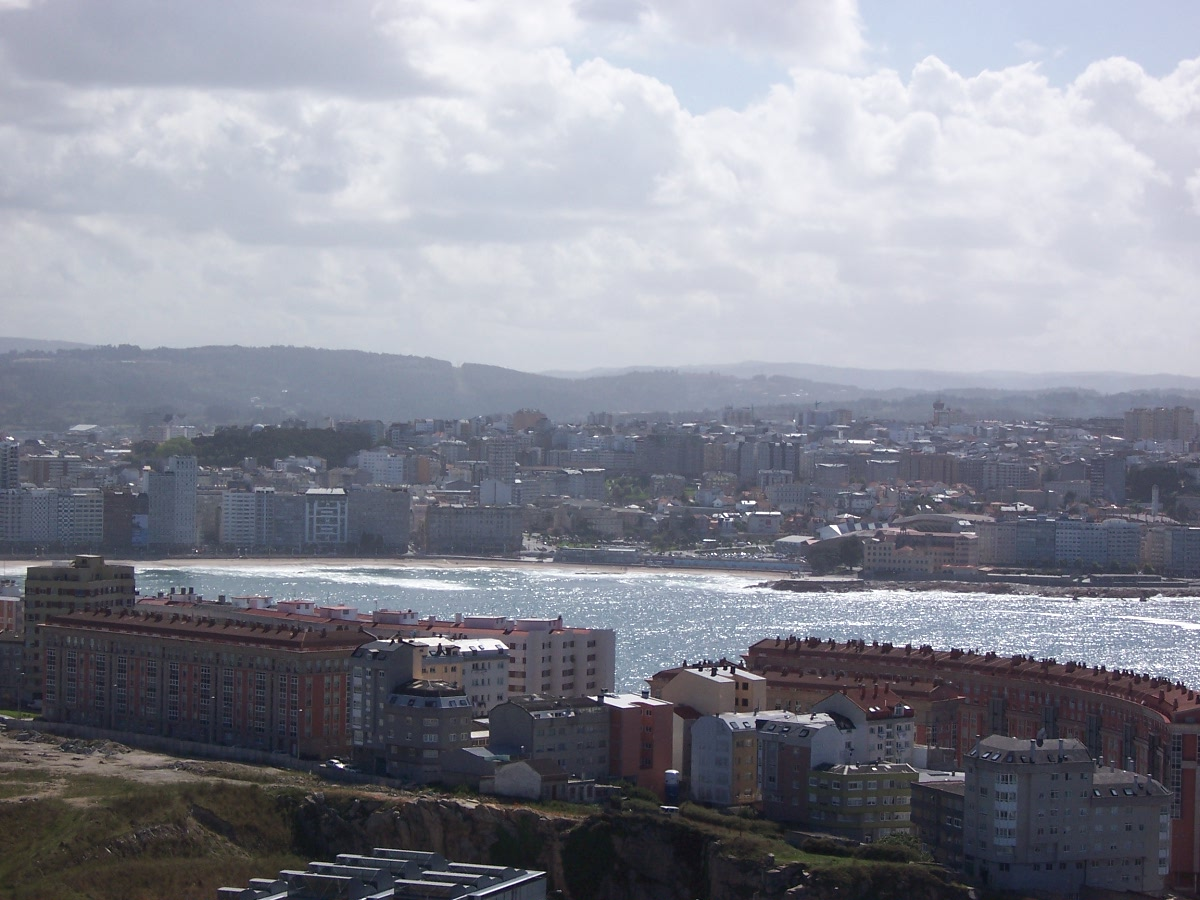
La Coruña
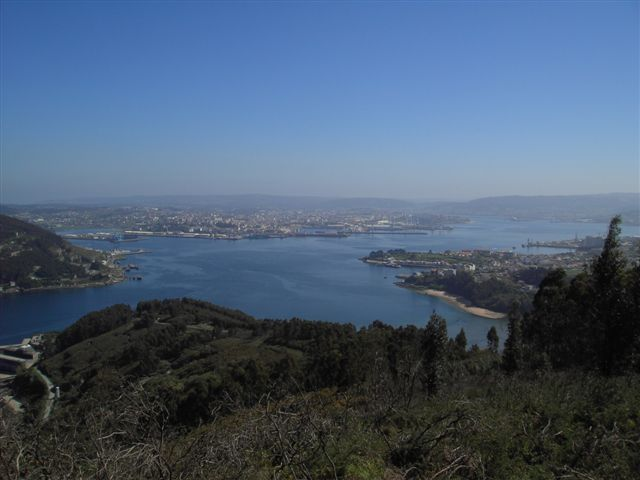
Ferrol (La Coruña)
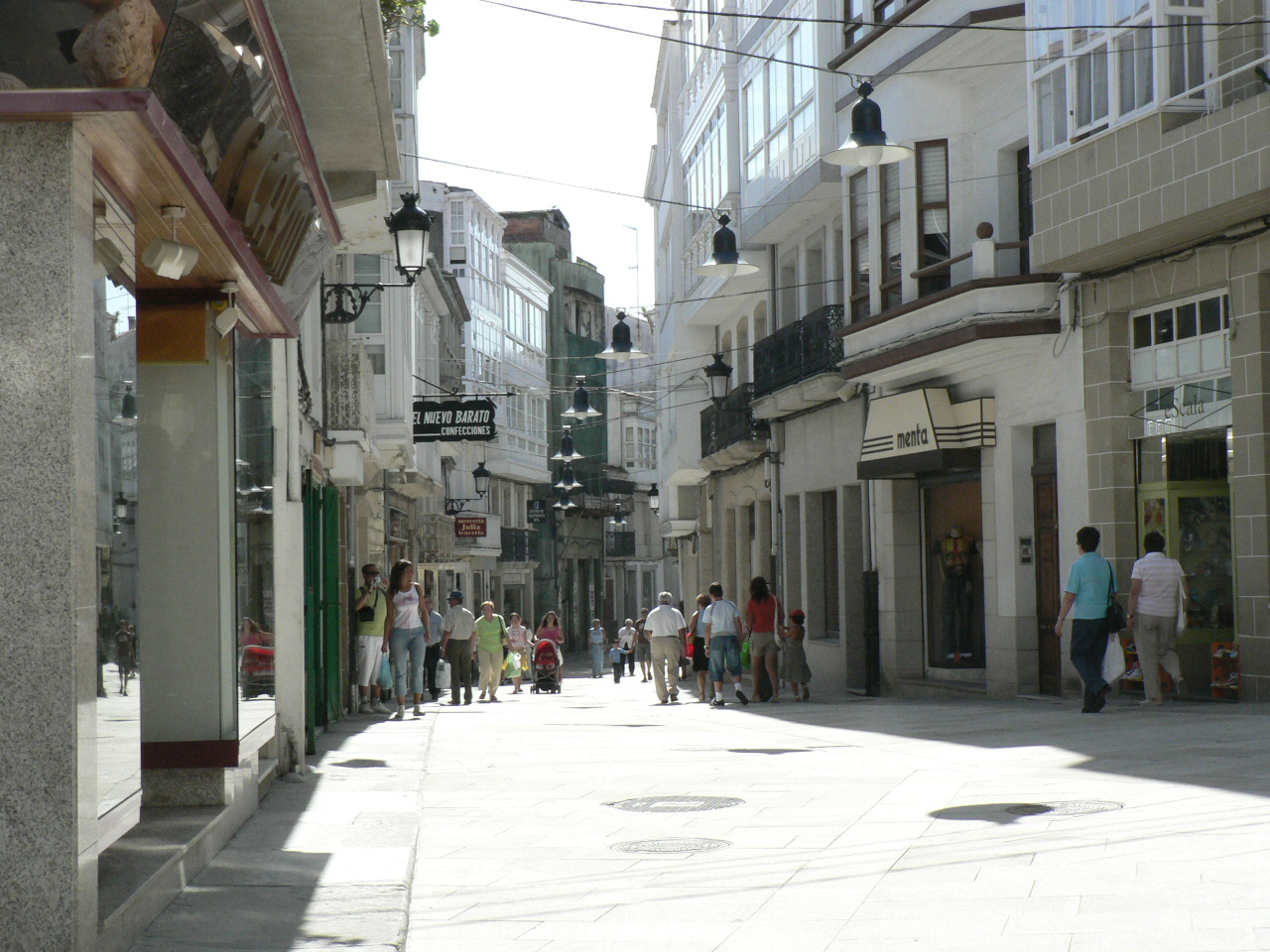
Betanzos (La Coruña)

## Patrimonio de la ruta
Siglos de historia y cultura quedan plasmados en monumentales construcciones históricas que se dan la mano con modernas obras de ingeniería y vanguardias arquitectónicas, fruto de la importancia económica actual de las ciudades que conforman el trazado, emplazadas unas y otras en un marco natural de incomparable belleza e interés ecológico.

### Patrimonio natural y paisajístico
- El inicio del camino en la Ría de Ferrol ofrece al viajero un avance de lo que va a ser este corto pero intenso trayecto hasta la ciudad del Apóstol en lo referente a paisajes y entornos naturales, algunos de ellos perfectamente integrados en las poblaciones recorridas. Entre todos los monumentos que pueden contemplarse figuran:
  - Espacio Natural Protegido de Monte Xalo en Culleredo.
  - Fragas del Eume en Puentedeume.
  - Isla de San Antón en La Coruña.
  - Islas de San Pedro en La Coruña.
  - Jardín de San Carlos en La Coruña.
  - Monte de Ancos en Neda.
  - Pantano de Cecebre en Cambre.
  - Parque de San Pedro y de Bens en La Coruña.
  - Parque de Santa Margarita en La Coruña.

### Patrimonio arqueológico
- La antigüedad de los primeros asentamientos humanos en estas regiones, y la sucesión de civilizaciones que las han poblado han dejado tras de sí una estela de vestigios arqueológicos que pueden ser disfrutados por los peregrinos que opten por este trazado. Algunos ejemplos son:
  - Castro de Elviña en La Coruña.
  - Castro de Viladonelle en Neda.
  - Yacimientos de Santa Comba en Ferrol.

### Patrimonio artístico y monumental
- El emplazamiento estratégico de estas ciudades en las costas septentrionales de la península ibérica y la riqueza de sus comarcas las han hecho objetivos de primera línea para los ataques de piratas y ejércitos del norte de Europa. Quizá por ello la concentración de construcciones defensivas e infraestructuras imprescindibles para el transporte y las comunicaciones sea significativamente mayor a la que encontramos en otras rutas. Por citar algunos ejemplos que ilustren la variedad y cantidad de las mismas:
  - Castillo de La Palma en Mugardos.
  - Castillo de San Antón en La Coruña.
  - Castillo de San Felipe en Ferrol.
  - Edificio del Arsenal en Ferrol.
  - Recinto amurallado en Betanzos.
  - Torreón de Andrade en Puentedeume.
  - Torres de San Tirso en Abegondo.
  - Puente románico en El Burgo.
  - Puente Viejo en Betanzos.
  - Puerto de La Coruña.
  - Puerto de Ferrol.
  - Torre de Hércules en La Coruña.
- Y como no podía ser de otro modo en una ruta histórica de peregrinación que, por otra parte tiene el privilegio de la cercanía a la ciudad de destino, la construcción de templos de culto y oración, muchos de ellos dedicados a Santiago Apóstol, ha sido a lo largo de los siglos una constante en estas poblaciones coruñesas. Es también común la existencia de cruceros por todo el recorrido:
  - Catedral de Santiago de Compostela.
  - Real Colegiata de Santa María en La Coruña.
  - Santuario de Nuestra Señora de los Remedios en Betanzos.
  - Monasterio de San Martín Pinario en Santiago de Compostela.
  - Monasterio de San Pelayo de Antealtares en Santiago de Compostela.
  - Convento de las Madres Agustinas en Betanzos.
  - Convento de Santo Domingo en La Coruña.
  - Iglesia de San Francisco en Betanzos.
  - Iglesia de Santiago en Betanzos.
  - Iglesia de Santa María en Cambre.
  - Iglesia de Santiago en El Burgo.
  - Iglesia de Santiago en La Coruña.
  - Iglesia de Santa María en Neda.
  - Iglesia de Santiago en Puentedeume.
  - Capilla del Espíritu Santo en Neda.
  - Capilla de Ánimas en Santiago de Compostela.
  - Crucero de Anca en Neda.
  - Crucero de la Cruz do Pouso en Neda.
  - Crucero de San Marcos en Abegondo.
  - Crucero de San Nicolás en Neda.
  - Crucero de Santa María en Neda.
- Otros bienes de gran interés artístico, histórico o visual son:
  - Pazo de Figueroa en Abegondo.
  - Palacio de Lanzós en Betanzos.
  - Torre del Reloj en Betanzos.
  - Casa consistorial en Betanzos.
  - Casa consistorial en Ferrol.
  - Obelisco en La Coruña.
  - Casa consistorial en La Coruña.
  - Antiguo Hospital del Espíritu Santo en Neda.
  - Casa del Cabildo en Santiago de Compostela.
  - Casa-pazo de Vaamonde en Santiago de Compostela.
  - Colegio de San Jerónimo en Santiago de Compostela.
  - Colegio Mayor Fonseca en Santiago de Compostela.
  - Universidad de Santiago de Compostela.
  - Fuente de los Bueyes en Santiago de Compostela.
  - Hostal de los Reyes Católicos en Santiago de Compostela.
  - Palacio de Rajoy en Santiago de Compostela.

### Patrimonio cultural y popular
- Algunos de los centros culturales con los que el caminante puede conocer más en profundidad la historia y la cultura de esta región son:
  - El Pasatiempo en Betanzos.
  - Museo Arqueológico en Cambre.
  - Museo de la Sociedad Gallega de Historia Natural en Ferrol.
  - Museo Naval en Ferrol.
  - Aquarium Finisterrae en La Coruña.
  - Casa de las Ciencias en La Coruña.
  - Casa del Agua en La Coruña.
  - Domus en La Coruña.
  - Casa Museo de María Pita en La Coruña.
  - Museo de los Relojes en La Coruña.
  - Palacio de la Ópera en La Coruña.

### Galería de imágenes
- Wikimedia Commons alberga una categoría multimedia sobre Camino de Santiago de los Ingleses.

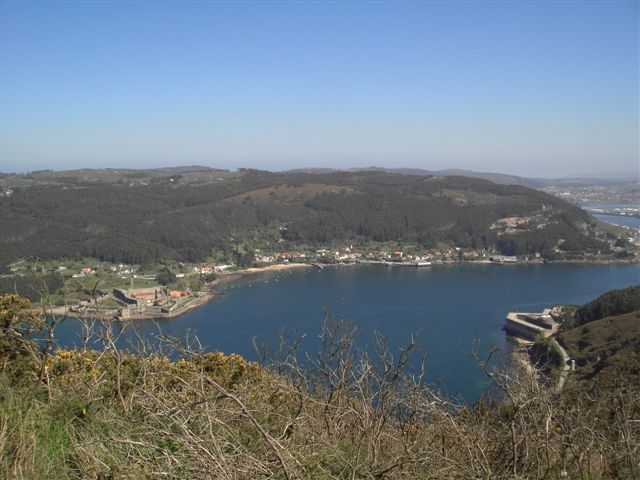
Ría de Ferrol
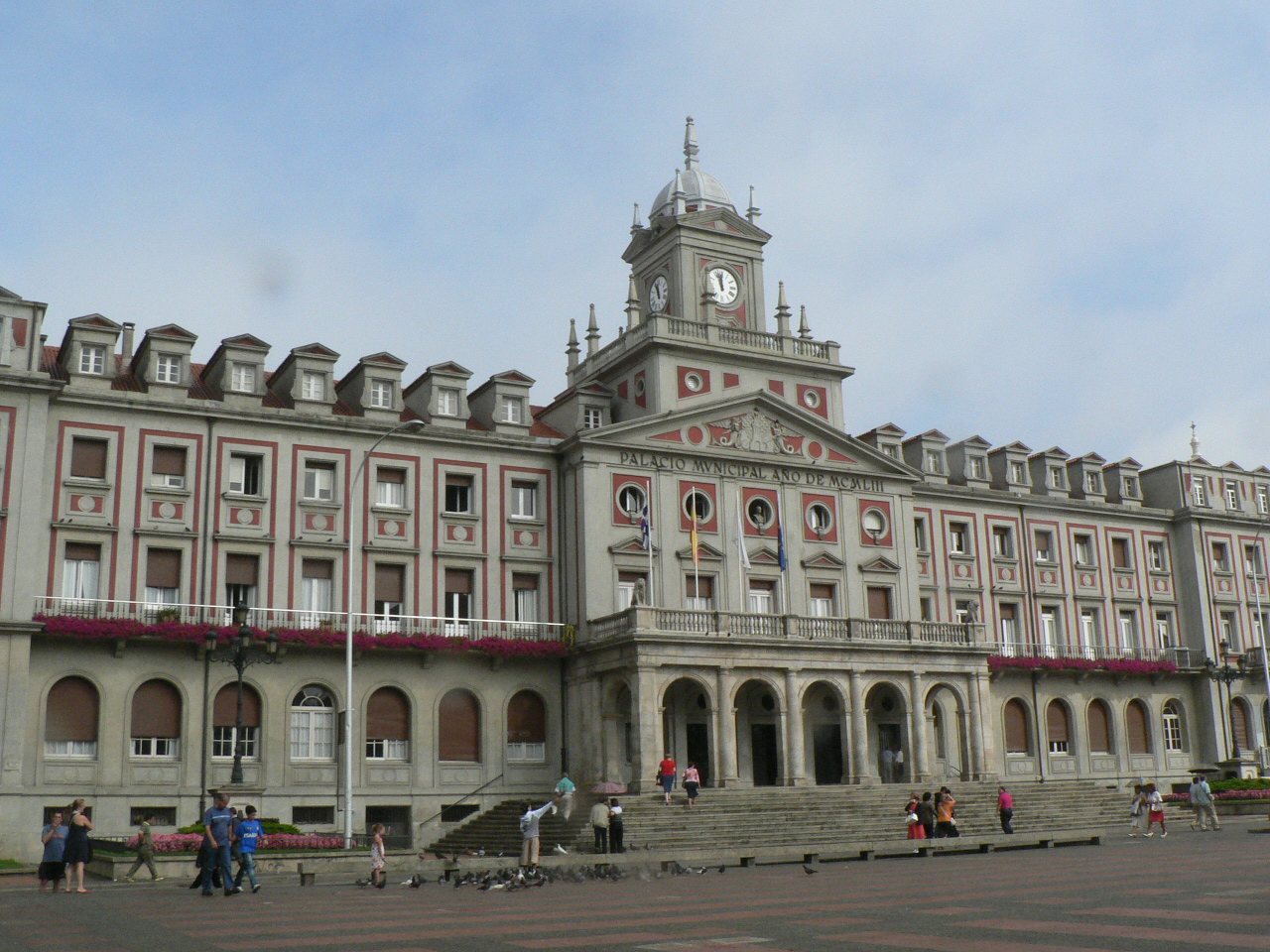
Ayuntamiento de Ferrol
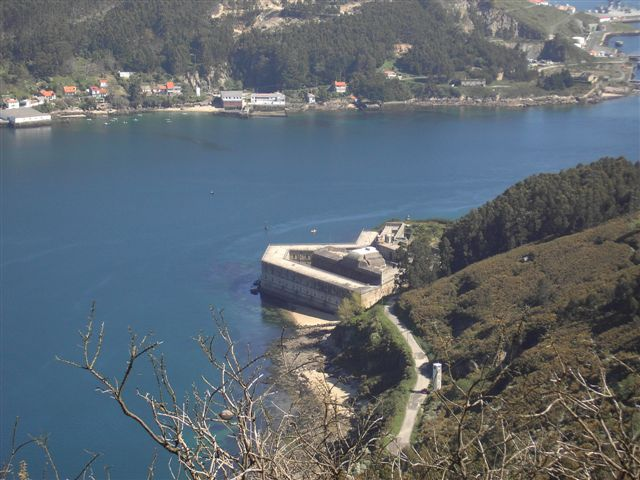
Castillo de La Palma en Mugardos
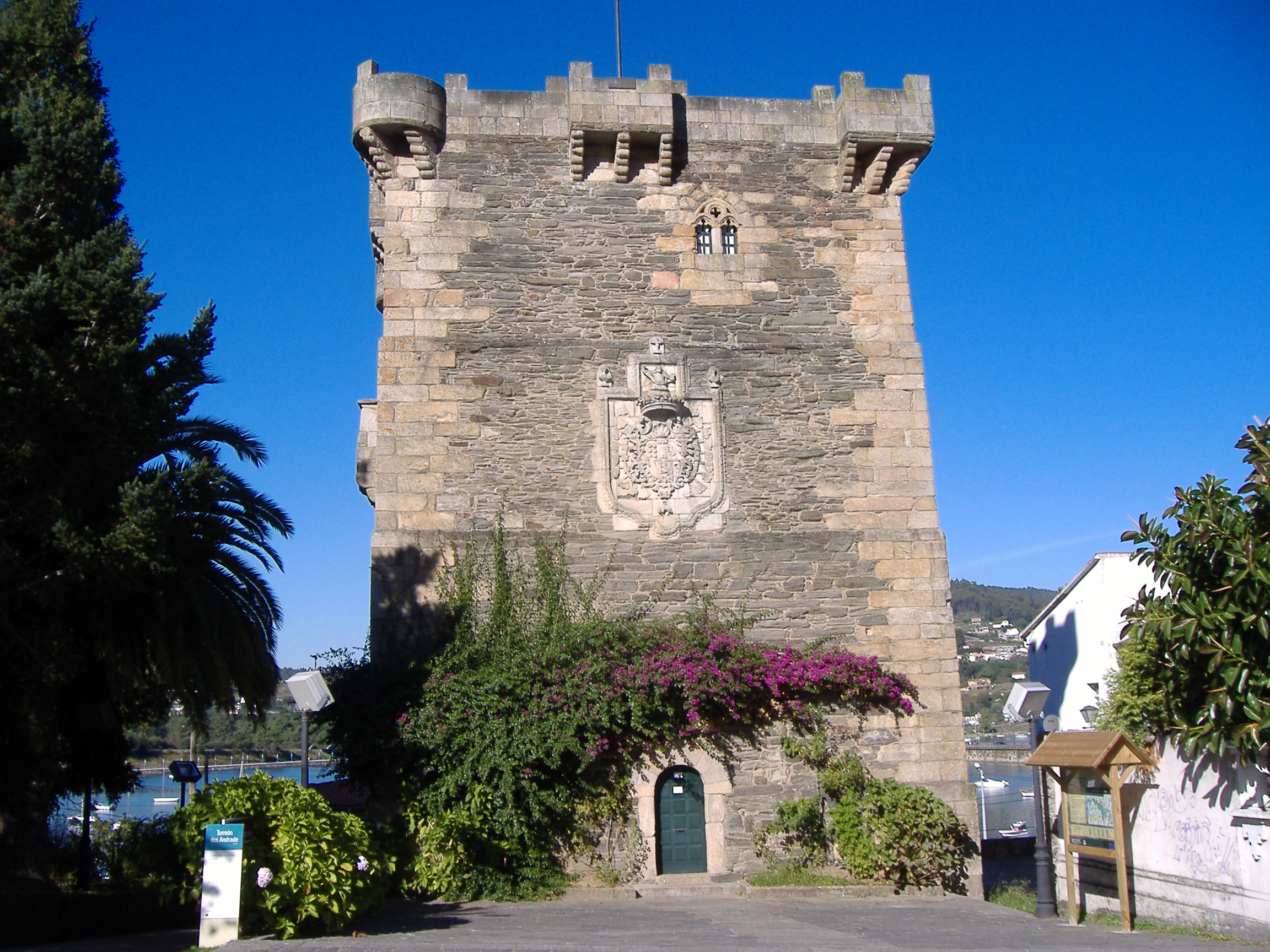
Torreón de Andrade en Puentedeume
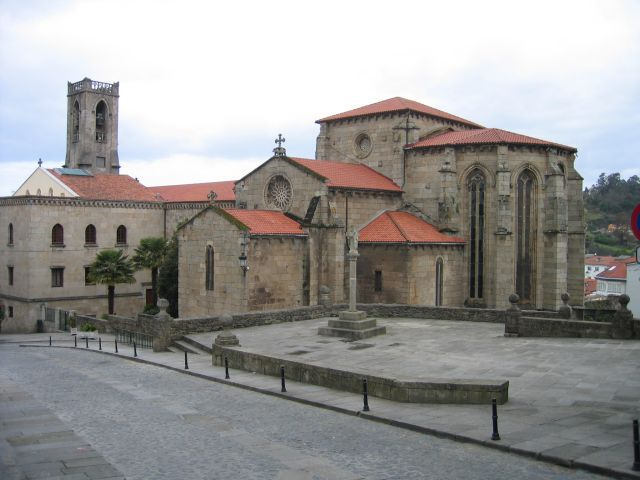
Iglesia de San Francisco en Betanzos
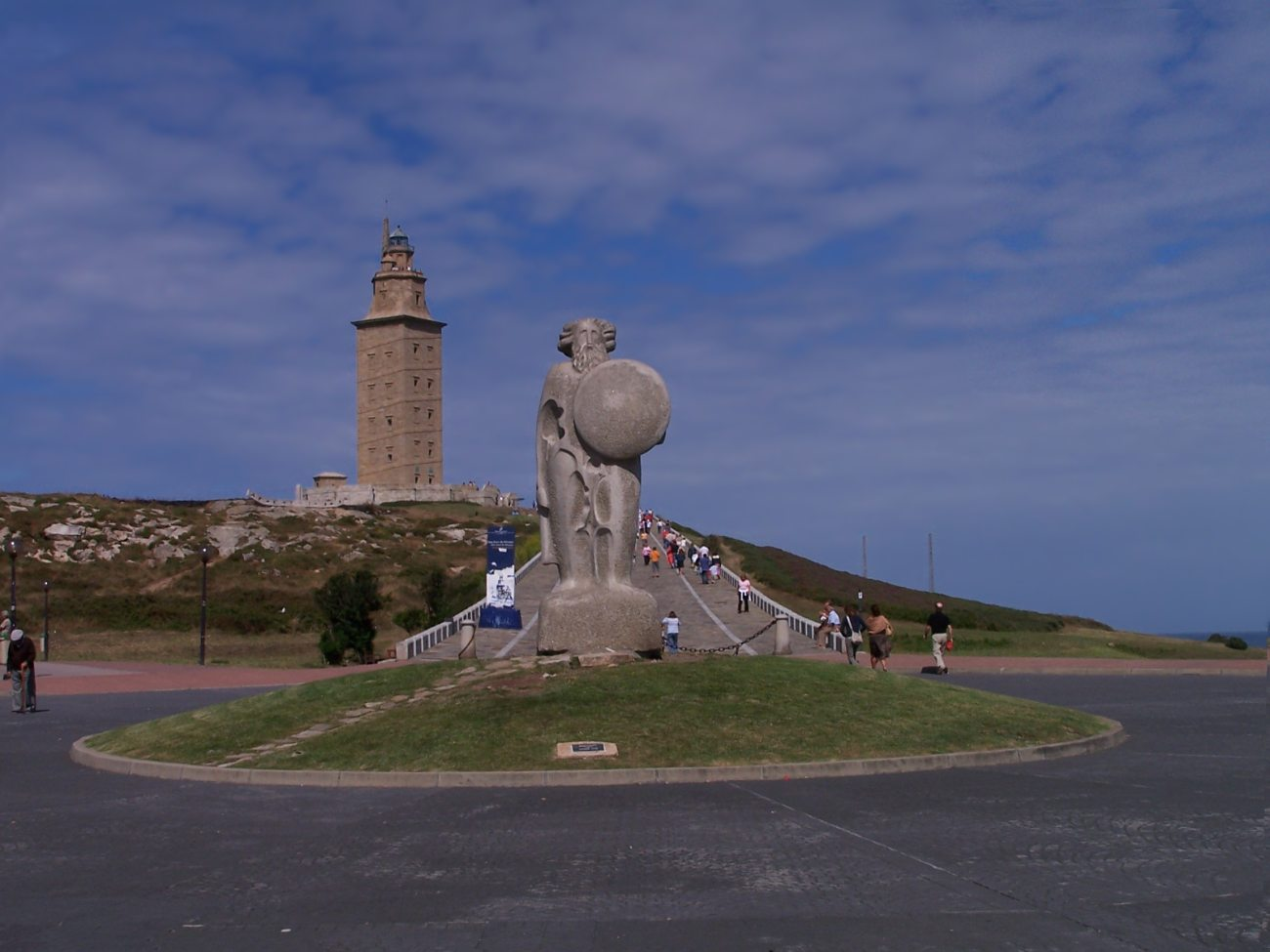
Torre de Hércules en La Coruña
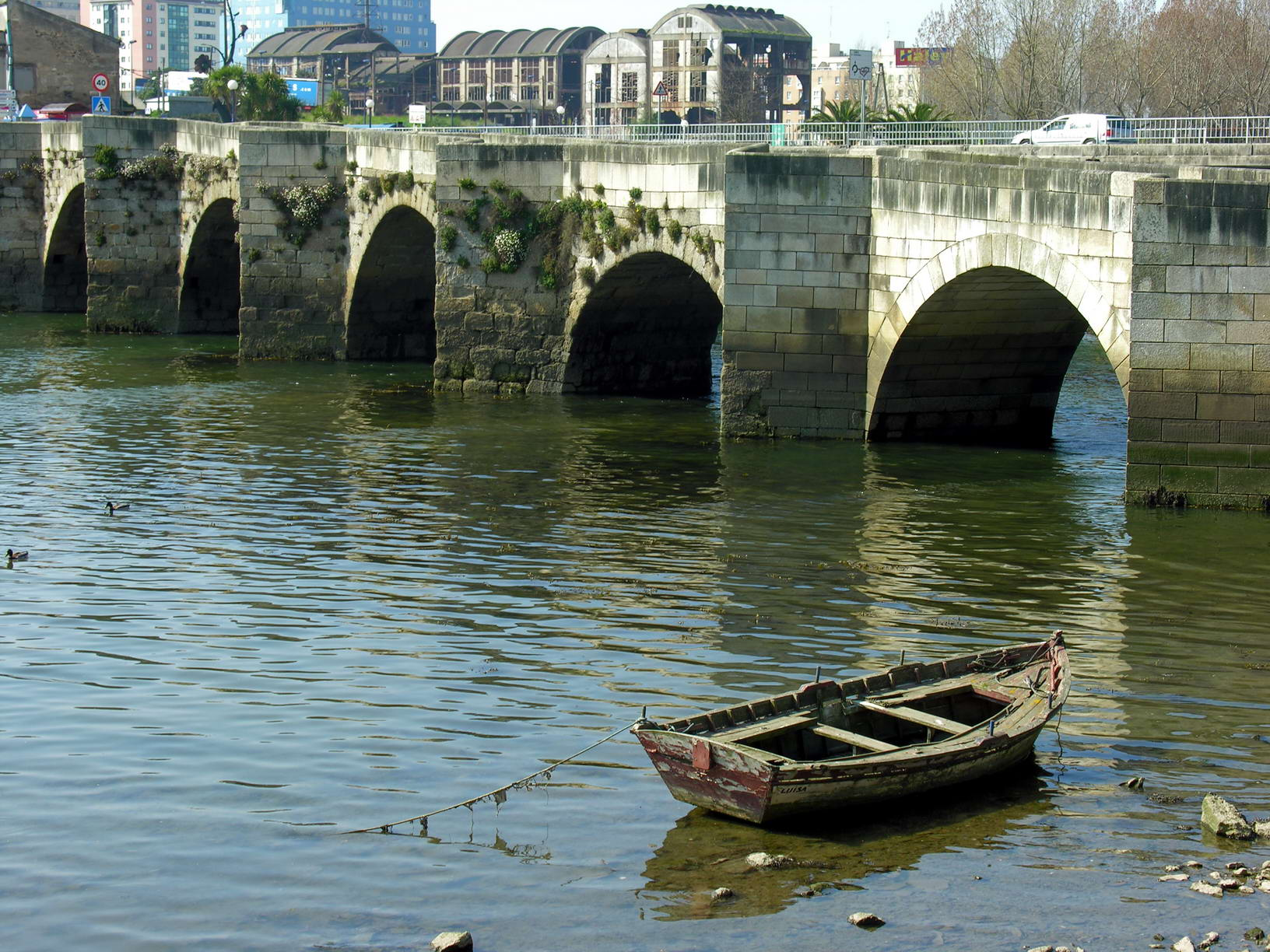
Puente románico de Cambre
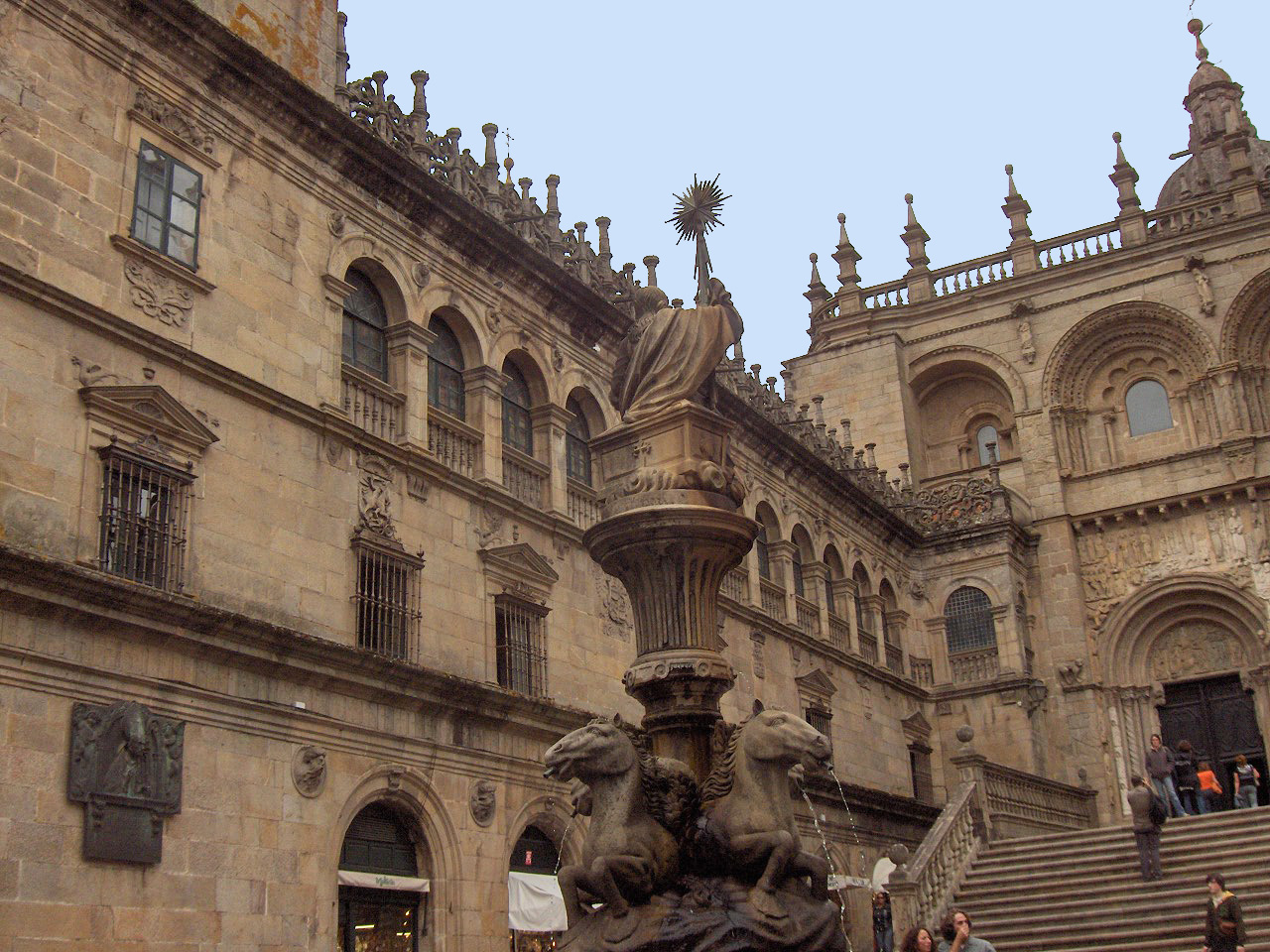
Plaza de Platerías en Santiago de Compostela
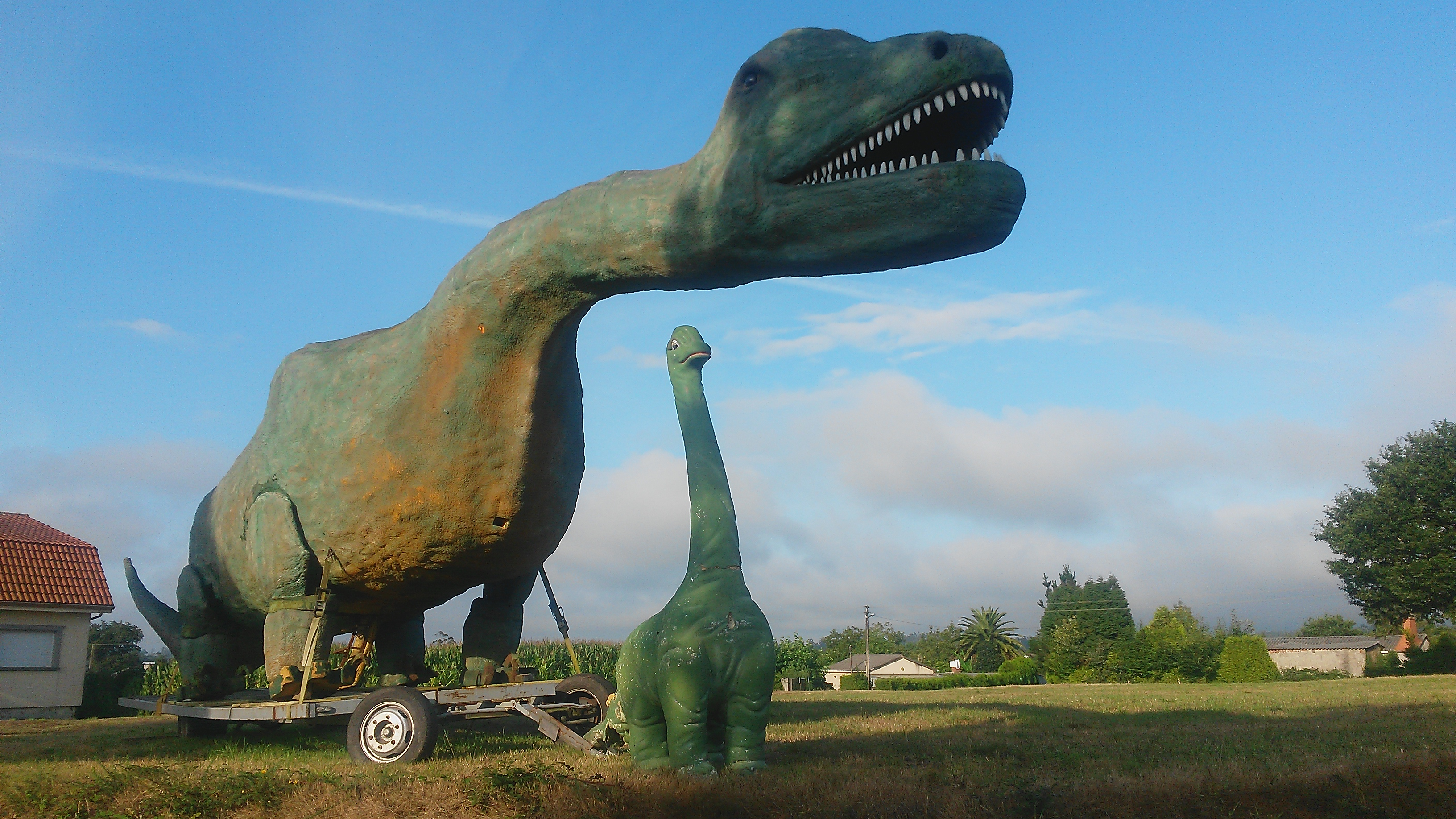
Estatuas en el Municipio de Órdenes

## Documentación y bibliografía
- El Camino de Santiago. Antón Pombo. Ed. Anaya Touring. 2004
- El Camino Inglés. Ed. Consellería de Cultura. Junta de Galicia. 1999
- Itinerario de la Ruta Jacobea Camino Inglés. Asociación Galega do Amigos do Camiño de Santiago. Ed. Diputación de La Coruña. 1999
- DE FERROL COMPOSTELA EL CAMINO INGLÉS Y LAS RUTAS MARÍTIMAS INCLUYE EL CAMINO MUXÍA Y FISTERRA Y EL VIEJO CAMINO DE SAN ANDRÉS DE TEIXIDO. JJ Burgoa Editorial Central Librera http://www.centrallibrera.com/libro/de-ferrol-compostela-el-camino-ingles-y-las-rutas-maritimas-incluye-el-camino-muxia-y-fisterra-y-el-viejo-camino-de-san-andres-de-teixido_131174